# 大城小聚
《大城小聚》，是加拿大新時代電視製作的一個清談節目，逢星期一至五 加拿大温哥華和多倫多時間晚上18:20在新時代電視播出。
節目在1998年8月啟播，內容是報導、邀請，內容包羅萬有。每集請來温哥華和多倫多城中名人或藝人討論熱門話題。前半年於溫哥華錄影，而後半年則於多倫多錄影。

## 現任主持人
| 姓名   | 所在地區 | 簡介 |
| 林嘉華 | 多倫多   | - 80及90年代時是無綫電視當紅的合約藝員 - 也是加拿大中文電台AM1430節目主持 - 間中回港拍攝無綫劇集 - 加港兩邊走。 |
| 潘宗明 | 多倫多   | - 80及90年代著名無綫電視足球及體育報道員 - 曾為無綫電視重量級司儀。 - 也是加拿大中文電台AM1430節目主持          |
| 羅爵暉 | 多倫多   | - 也是加拿大中文電台AM1430節目主持                                                                              |
| 蕭嘉俊 | 多倫多   | - 2000年《新秀歌唱大賽多倫多選拔賽》入選決賽 - 曾在2005年加入無綫娛樂新聞台 - 2006年回歸新時代電視              |
| 劉雨薇 | 多倫多   | - 也是加拿大中文電台AM1430節目主持                                                                              |
| 雷安娜 | 溫哥華   | - 80年代的著名前香港流行歌手 - 現為歌唱老師 - 為新秀歌唱大賽溫哥華選拔賽在幕後訓練參賽者                        |
| 盧玉鳳 | 溫哥華   | - 著名前香港唱片騎師 - 曾是華僑之聲的唱片騎師 - 現加拿大中文電台AM1470的唱片騎師                                |
| 張文謙 | 溫哥華   | - 前加拿大中文電台唱片騎師                                                                                      |
| 何活權 | 溫哥華   | - 也是加拿大中文電台AM1470節目主持                                                                              |

## 參看
- 新時代電視

## 外部連結
- 大城小聚節目重温 （页面存档备份，存于）
- 大城小聚節目介紹[永久]